# Mazda RX-7
A Mazda RX-7 egy orrmotoros, hátsókerék-meghajtású (FR), Wankel-motoros sportautó, amit a Mazda gyártott és forgalmazott 1978-tól 2002-ig 3 generáción át.
Az RX-7 első generációja (SA később FB) egy kétszemélyes, 3 ajtós, ferdehátú kupé volt. Kezdetben porlasztós Wankel motorral (12A) forgalmazták, később opcionálisan elektronikus befecskendezéses Wankel-motor (13B) is elérhető volt.
A második generáció (FC) szintúgy egy kétszemélyes (opcionálisan 2+2 üléses) kupé volt, és kabrió változatban is forgalmazták, szívó- vagy turbófeltöltős Wankel-motorral (13B).
A harmadik generációs RX-7 (FD) jellemzően 2+2 üléses volt, limitáltan 2 ülésesként is kapható volt. Bizonyos piacokon csak a 2 ülésest árulták. A világon elsőként szériában gyártott szekvenciális turbó feltöltésű motor hajtotta: a híres 13B-REW.
Az RX-7-ből az évek során több mint 800.000db-ot gyártottak.